# Mikaël Kingsbury
Mikaël Kingsbury (n. 24 iulie 1992, Sainte-Agathe-des-Monts⁠(d), provincia Québec, Canada) este un sportiv ce a reprezentat Canada, medaliat olimpic. A participat la 2 ediții ale Jocurilor Olimpice (2014, 2018) în care a câștigat o medalie de argint.